# حسن أبو صبيح
حسن أبو صبيح (1973-) فنان تشكيلي فلسطيني من قرية الدوايمة. ولد في ليبيا لعائلة مهجرة بسبب نكبة عام 1948. انتقل بعدها لسوريا وتلقى تعليمه الأساسي والثانوي في دمشق. حاصل على شهادة التصوير الضوئي من مركز المأمون الدولي في دمشق عام 1995، ودرس فيها فنون الحفر والطباعة في مركز ادهم اسماعيل للفون التشكيلية عام 1999، والفنون التطبيقية قسم الخزف في مركز وليد عزت وتخرج عام 2001.
مارس الرسم في مرسم الفنان الراحل مصطفى الحلاج خلال الفترة (1997-2002). وكان القَيم على طباعة أعماله وجداريته الشهيرة "ارتجالات الحياة". هو عضو الاتحاد العام للفنانين التشكيليين الفلسطينيين، وعضو الإتحاد العام للفنانين التشكيليين في سوريا. انتقل للإقامة في الاردن عام 2012 بسب الحرب في سوريا.

## أسلوبه الفني
جمع حسن أبو صبيح بين الخزف والحفر والطباعة. تأثر بمعلمه مصطفى الحلاج منذ طفولته، وظهر ذلك في فن الحفر والطباعة لمشاريعه التي أنتجها لاحقاً، محافظاً على لمسته الخاصة التي جمعت بين العفوية والتعبرية. نفذ معظم لوحاته بتقنيات الحفر الخشبية والحجرية والزنك، برز في مواضيعه استخدام المفردات والرموز التي تدعو للحرية والأمل والعودة، وجمع بين الطبيعة والإنسان والعمارة واللجوء. وأنتج مجموعة من الأعمال التي تحاكي مسيرة العودة والقدس.

## مساهماته
شارك حسن في العديد من المعارض الجماعية منها:
- معرض ملامح مقدسية، في سوريا عام 2009.
- معرض القدس في عيونهم، في المتحف الوطني سوريا عام 2009.
- معرض مشترك في المركز الفلسطيني للثقافة والفنون، سوريا عام 2006.
- معرض ضوء من مرسم الحلاج، عام 2002.

## جوائزه
حصل حسن على الجائزة الثالثة في يوم القدس العالمي عام2011، وشهادة تقديرية من المستشارية الثقافية الإيرانية، والجائزة الثالثة من مركز الشهيد ماجد أبو شرار للثقافة عام 2005، وجائزة يوم القدس العالمي عام 2007.

## مقتنايته
لحسن مقنيات فنية في كل من، المركز الثقافي الإسباني، ومعهد ثربانتس في سوسيرا. متحف فلسطين الفني في إيران. متحف نعيم فرحات، ومؤسسة نور الحسين، الأردن.